# Пятьсот тысяч карбованцев
Пятьсот тысяч украинских карбованцев  (купоны, купонокарбованцы) — номинал денежных купюр Украины, ходивший на территории страны в 1994—1996 годах.

## Описание
Банкноты номиналом 500 000 карбованцев были изготовлены на Банкнотно-монетном дворе Национального банка Украины в 1994 году.
Банкноты печатались на белой бумаге. Размер банкнот составлял: длина 125 мм, ширина — 56 мм. Водяной знак — изображение малого государственного герба Украины.
На аверсной стороне банкноты справа размещено скульптурное изображение Владимира Великого с крестом, сделанного по мотивам памятника князю в Киеве. В центральной части купюры содержатся надписи (сверху вниз): Украина, Купон, 500 000, украинских карбованцев. В левой части банкноты находится надпись Национальный банк Украины, год выпуска 1994 и изображение малого государственного герба Украины — трезубца.
На реверсной стороне банкноты размещено гравюрное изображение Национальной оперы Украины. Кроме того обратная сторона купюры содержит обозначение номинала — 500 000. Преобладающий цвет реверсной стороны — лиловый
Банкнота введена в обращение 9 декабря 1994, изъята — 16 сентября 1996 года. К моменту начала денежной реформы её стоимость составила всего 5 гривен.